# Дьяконово (Грязовецкий район)
Дья́коново — деревня в Грязовецком районе Вологодской области России.
Входит в состав Перцевского муниципального образования, с точки зрения административно-территориального деления — в Перцевский сельсовет.
Расстояние по автодороге до районного центра Грязовца — 17 км, до центра муниципального образования Слободы — 7 км. Ближайшие населённые пункты — Кроплево, Илейкино, Становищево.
По переписи 2002 года население — 7 человек.